# Jean-Marie Gustave Le Clézio
Jean-Marie Gustave Le Clézio albo J.M.G. Le Clézio (ur. 13 kwietnia 1940 w Nicei) – francuski powieściopisarz, autor ponad 30 książek, laureat Nagrody Renaudot w 1963 i Literackiej Nagrody Nobla w 2008.

## Życiorys
Jego rodzice byli kuzynami (to samo nazwisko, wspólny dziadek): ojciec brytyjskim chirurgiem, a matka Francuzką z Mauritiusu. Pierwszą podróż odbył w wieku 7 lat do Nigerii, gdzie mieszkał ojciec. Studiował literaturę francuską w Collège Littéraire Universitaire w Nicei i uzyskał stopień doktora, a potem, po pobycie w Londynie i Bristolu, wyjechał do USA, gdzie pracował jako nauczyciel.
W 1967 roku rozpoczął służbę wojskową w Tajlandii, jednak po kilku miesiącach musiał stamtąd wyjechać po tym, jak zaczął głośno krytykować dziecięcą prostytucję. Wysłano go do Meksyku, by tam dokończył służbę. Le Clézio wykorzystał ten czas nie tylko na ćwiczenia wojskowe, lecz także na działalność kulturalną. Żywo uczestniczył w tworzeniu Biblioteki Instytutu Francuskiego w Ameryce Łacińskiej. Podjął również studia na Uniwersytecie w Meksyku, w dziedzinie języków Indian (maya, nahuatl). W tym okresie wielokrotnie podróżował do Panamy, gdzie przez cztery lata 1970–1974 mieszkał wśród Indian, poznając lepiej ich język. Zainteresowanie kulturą indiańską znalazło odbicie w kilku jego książkach, m.in. przekładach mitów (Prophéties de Chilam Balam) i powieści Urania.
W 1975 roku ożenił się po raz drugi poślubiając Jémię, pochodzącą z Sahary Zachodniej.
W roku 1980 został pierwszym laureatem Nagrody Paul-Morand ufundowanej przez Akademię Francuską (za powieść Pustynia), zaś w 1983 roku obronił doktorat z zakresu historii (nt. Michoacán), na Uniwersytecie w Perpignan, w Instytucie Studiów o Meksyku. Zaczął również wykładać na uniwersytetach w Bangkoku, Bostonie, Austin, Meksyku i Albuquerque. Mimo to, w 1978 roku, nie został przyjęty na stanowisko badacza w prestiżowym francuskim ośrodku naukowym CNRS.
Mieszka głównie w Albuquerque w Nowym Meksyku, USA, oraz we Francji w Nicei i Paryżu.
W 1994 roku sondaż przeprowadzony przez francuskie czasopismo literackie „Lire” wykazał, że 13% czytelników uważa go za największego żyjącego pisarza francuskojęzycznego, co dało mu zwycięstwo.
Zasiadał w jury sekcji „Cinéfondation” na 60. MFF w Cannes (2007).

## Krytyka literacka
Zaczął pisać w wieku siedmiu-ośmiu lat. Sławę przyniosła mu już pierwsza powieść, Protokół, nominowana do nagrody Goncourtów i nagrodzona Nagrodą Renaudot w 1963 roku.
Jego karierę literacką można podzielić na dwa główne okresy:
- od 1963 do 1975 roku Le Clézio badał takie tematy jak szaleństwo, język, pisanie, poświęcając się eksperymentom formalnym, w czym naśladował takich swoich współczesnych z nurtu nowej powieści, jak Georges Perec albo Michel Butor. Był postrzegany jako innowator i buntownik, chwalili go Michel Foucault i Gilles Deleuze. Demonstrował sprzeciw wobec współczesnej, zautomatyzowanej cywilizacji.
- W końcu lat 70. styl pisarza uległ radykalnej zmianie; porzucił eksperymenty i nastrój jego powieści stał się mniej wypełniony udręczeniem, gdy zajął się taką tematyką jak dzieciństwo, dojrzewanie czy podróże, co przyciągnęło szersze grono czytelników.

Poprzedni Francuz, który otrzymał nagrodę Nobla to Claude Simon (1985). Ogłaszając przyznanie nagrody, szwedzka akademia nazwała Le Clezio „autorem nowych kierunków, poetyckiej przygody i zmysłowej ekstazy, eksploratorem człowieczeństwa poza i pod panującą cywilizacją”.

## Lista powieści
- Protokół (Procès-verbal, 1963, wydanie polskie 1965)
- La Fièvre
- Déluge (1966)
- L’Extase matérielle (1967)
- Terra Amata (1967)
- Le Livre des fuites
- Wojna (La Guerre, 1970, wydanie polskie 2010, ISBN 978-83-7414-753-8)
- Haï (1971)
- Mydriase (1973)
- Les Géants (1973)
- Voyages de l’autre côté (1975)
- Les Prophéties du Chilam Balam (1976)
- Vers les icebergs (1978)
- Mondo et autres histoires (1978)
- L’Inconnu sur la Terre (1978)
- Trois villes saintes
- Pustynia (Désert, 1980, wydanie polskie 1985, ISBN 83-211-0662-5)
- La Ronde et autres faits divers
- Relation de Michoacan
- Le Chercheur d’Or (1985) – najbardziej znana powieść pisarza
- Voyage à Rodrigues
- Le Rêve mexicain ou la pensée interrompue
- Printemps et autres saisons
- Onitsza (Onitsha, 1991, wydanie polskie 1995, ISBN 83-06-02464-8)
- Diego i Frida (Diego et Frida, 1993. wydanie polskie W.A.B., Warszawa 2009)
- Étoile errante
- Pawana
- La Quarantaine
- Poisson d’or
- Gens des nuages (wspólnie z Jémią Le Clézio)
- La Fête chantée et autres essais de thème amérindien (1997)
- Hasard (1999) (a następnie Angoli Mala)
- Cœur Brûle et autres romances (2000)
- Rewolucje (Révolutions, 2003, wydanie polskie W.A.B., Warszawa 2010)
- L’Africain (2004)
- Urania (Ourania, 2006, wydanie polskie 2008)

## Nagrody
- 1963: Nagroda Renaudot
- 1972: Prix Littéraire Valery-Larbaud
- 1980: Grand Prix de Littérature Paul-Morand, przyznawana przez Académie française
- 1997: Grand Prix Jean-Giono
- 1998: Prix Prince-de-Monaco
- 2008: Stig Dagermanpriset
- 2008: Nagroda Nobla w dziedzinie literatury[1]